# جیمزتاون (نیویورک)
جیمز تاون (به انگلیسی: Jamestown) شهری در شهرستان چاتاکوآ ایالت نیویورک است که در سرشماری سال ۲۰۱۰ میلادی، ۳۱۱۴۶ نفر جمعیت داشته است. جیمز تاون، به‌طور رسمی در تاریخ ۱۸۸۶ میلادی به‌عنوان یک شهر شناخته شد.

## نگارخانه

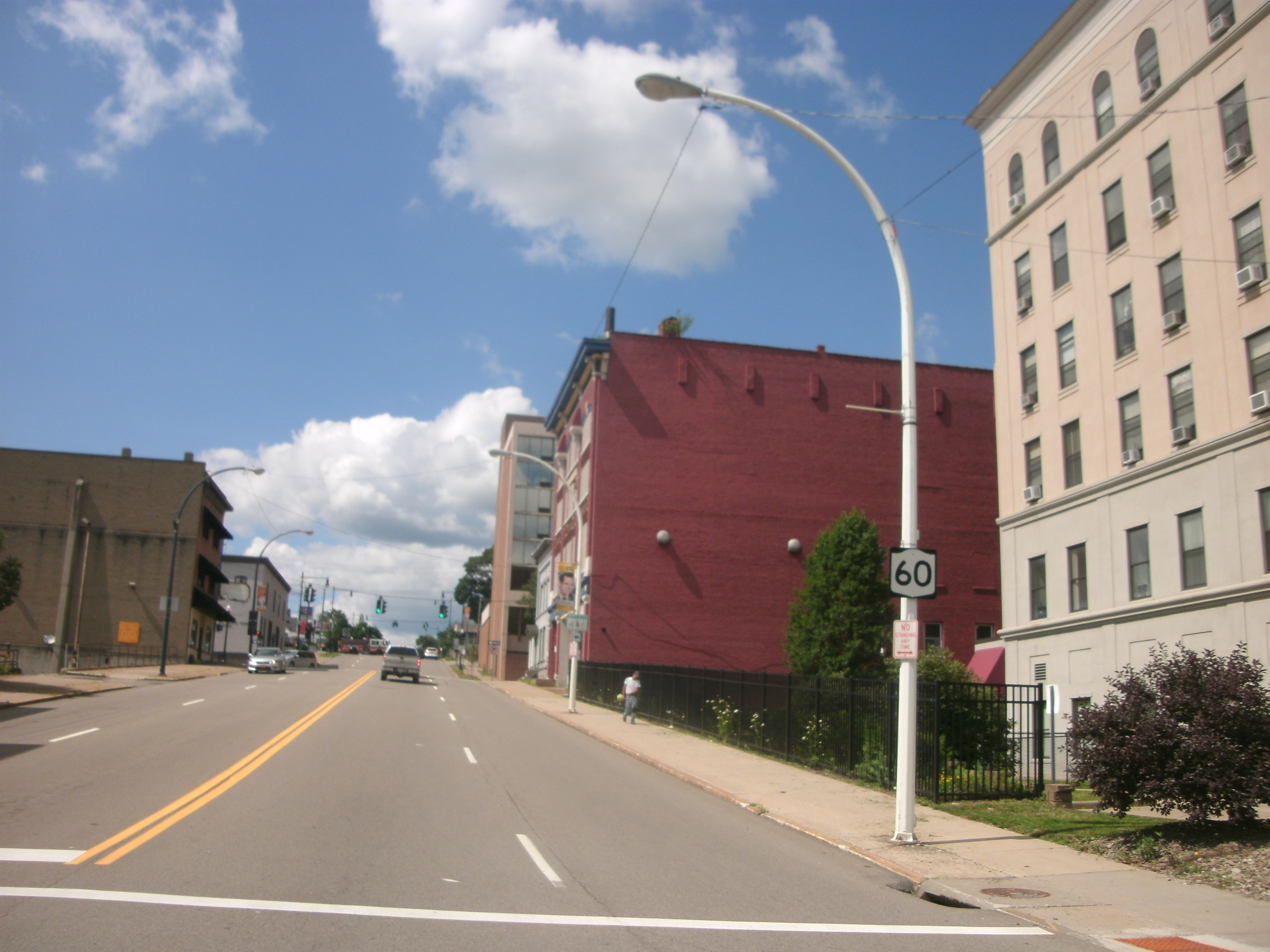
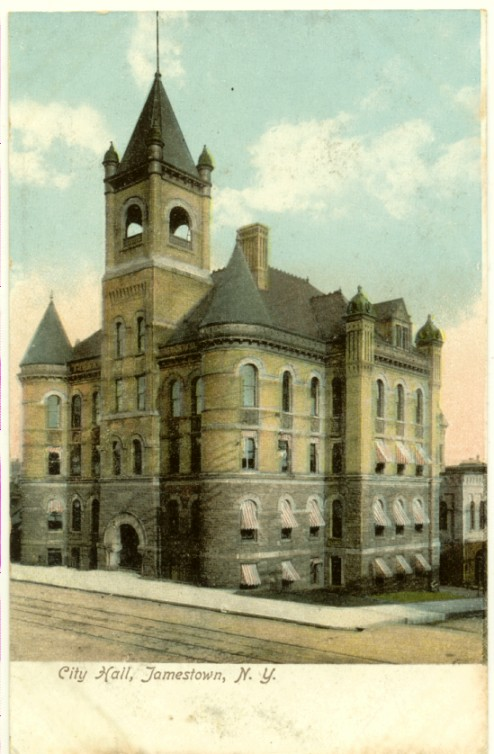
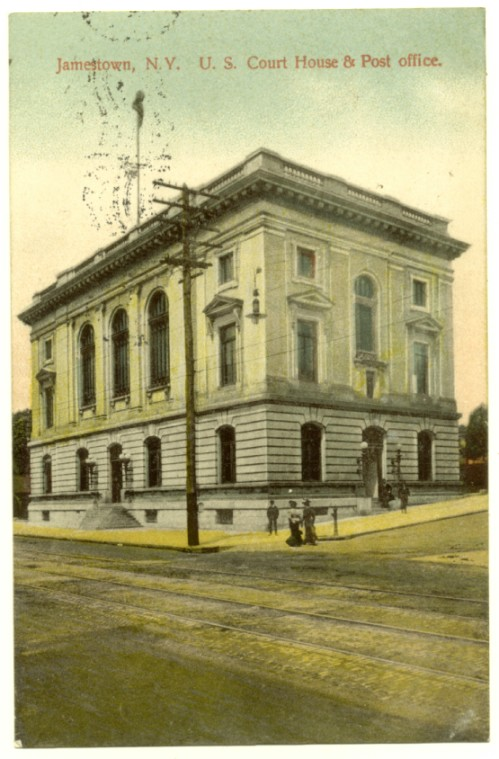
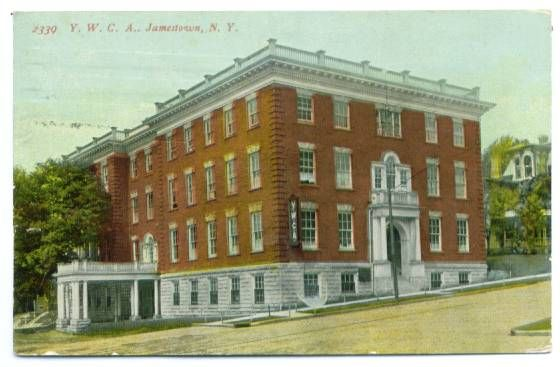
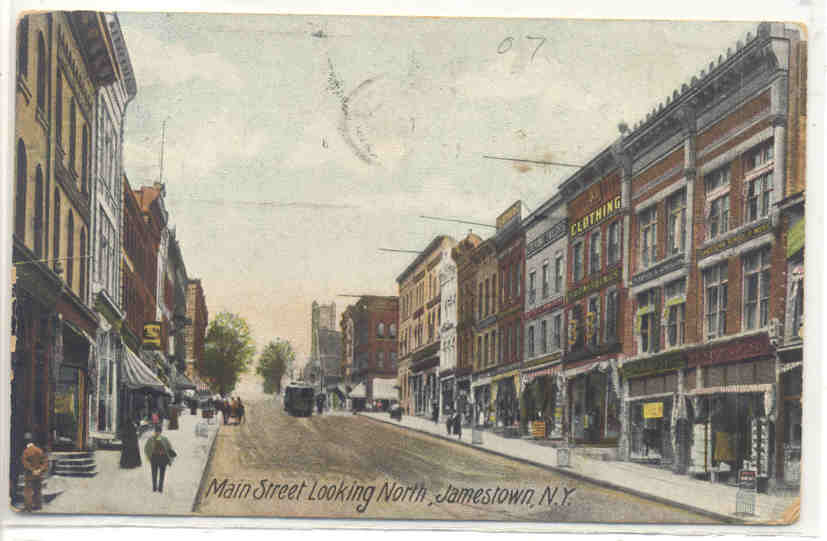
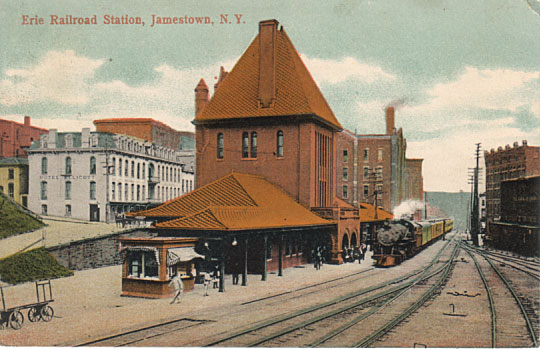
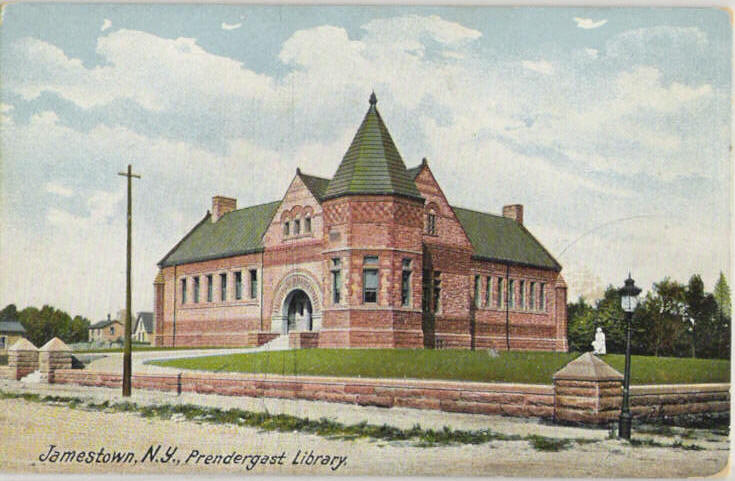